# 马莲鞍
马莲鞍（学名：Streptocaulon griffithii）为萝藦科马莲鞍属下的一个种。